# دابلیو. واتس بیگرز
دابلیو. واتز بیگرز (انگلیسی: W. Watts Biggers؛ ‏ ۲ ژوئن ۱۹۲۷ – ۱۰ فوریهٔ ۲۰۱۳) آهنگساز، فیلم‌نامه‌نویس تلویزیونی و رمان‌نویس اهل ایالات متحده آمریکا بود.
از فیلم‌ها یا مجموعه‌های تلویزیونی که وی در آن‌ها نقش داشته است؛ می‌توان به سگ قهرمان و ماجراهای تنسی تاکسیدو و چاملی اشاره نمود.